# 이이체
이이체(본명 : 이재훈, 1988년 ~ )는 대한민국의 시인이다. 1988년 충청북도 청주에서 태어났다.

## 약력
2008년 《현대시》에 〈나무 라디오〉 외 4편을 발표하며 작품 활동을 시작했다. 성공회대학교 신문방송학과를 졸업하고 현재 연세대학교 대학원 국어국문학과에 재학 중이다.

## 저서

### 시집
- 《죽은 눈을 위한 송가》(문학과지성사, 2011) ISBN 978-89-320-2264-2
- 《인간이 버린 사랑》(문학과지성사, 2016) ISBN 978-89-320-2857-6

#### 시인의 말
- 《죽은 눈을 위한 송가》
인간에게는 원래 아무것도 없다.
나는 나를 지배할 줄 아는 짐승을 보지 못했다.
- 《인간이 버린 사랑》
이 독백을 외롭지 않게 해줘서 고맙다.

### 산문집
- 《당신을 헤매다》(서랍의날씨, 2015)